# Затон (Нин)
Затон (хорв. Zaton) — населений пункт у Хорватії, у Задарській жупанії у складі міста Нин.

## Населення
Населення за даними перепису 2011 року становило 580 осіб.
Динаміка чисельності населення поселення:

## Клімат
Середня річна температура становить 14,88 °C, середня максимальна – 27,56 °C, а середня мінімальна – 2,72 °C. Середня річна кількість опадів – 892 мм.
| Клімат поселення                              | Клімат поселення | Клімат поселення | Клімат поселення | Клімат поселення | Клімат поселення | Клімат поселення | Клімат поселення | Клімат поселення | Клімат поселення | Клімат поселення | Клімат поселення | Клімат поселення | Клімат поселення |
| Показник                                      | Січ.             | Лют.             | Бер.             | Квіт.            | Трав.            | Черв.            | Лип.             | Серп.            | Вер.             | Жовт.            | Лист.            | Груд.            |                  |
| Середній максимум, °C                         | 10,84            | 11,17            | 13,76            | 16,88            | 21,53            | 25,48            | 27,56            | 27,38            | 23,25            | 19,19            | 14,25            | 11,40            |                  |
| Середня температура, °C                       | 6,78             | 7,10             | 9,70             | 12,83            | 17,48            | 21,41            | 24,27            | 24,10            | 19,97            | 15,91            | 10,95            | 8,11             |                  |
| Середній мінімум, °C                          | 2,73             | 3,05             | 5,63             | 8,76             | 13,40            | 17,35            | 20,99            | 20,80            | 16,68            | 12,61            | 7,68             | 4,82             |                  |
| Норма опадів, мм                              | 74               | 63               | 65               | 71               | 67               | 56               | 33               | 51               | 102              | 110              | 106              | 94               |                  |
| Середньомісячна швидкість вітру, м/с          | 2.84             | 2.97             | 3.14             | 2.99             | 2.59             | 2.43             | 2.45             | 2.35             | 2.53             | 2.67             | 3.23             | 3.08             |                  |
| Середньомісячна сонячна радіація, кДж/м²·день | 4924             | 7648             | 11334            | 16159            | 20566            | 22667            | 24318            | 21110            | 15443            | 9835             | 5350             | 4159             |                  |
| --------------------------------------------- | ---------------- | ---------------- | ---------------- | ---------------- | ---------------- | ---------------- | ---------------- | ---------------- | ---------------- | ---------------- | ---------------- | ---------------- | ---------------- |
| Джерело:                                      |                  |                  |                  |                  |                  |                  |                  |                  |                  |                  |                  |                  |                  |